# Gudensø
Gudensø er en ferskvandssø beliggende i det midtjyske søhøjland, nær Ry. Den gennemstrømmes af Gudenåen og ligger nedstrøms i forhold til Mossø og opstrøms i forhold til Julsø.
Søen kan ses fra Emborgvej og Klostervej.
56°3′30″N 9°45′20″Ø / 56.05833°N 9.75556°Ø